# 생일 학서암 석조여래좌상
생일 학서암 석조여래좌상은 대한민국 전라남도 완도군 생일면 유서리 1093번지에 있다. 2023년 4월 14일 완도군의 향토문화유산 제21호로 지정되었다.

## 특징
생일 학서암 석조여래좌상은 높이 45.8㎝로, 학서암 임경당에 안치되어 있다. 이 불상은 내부에서 복장 유물이 발견되었으며, 문헌에는 17세기 후반 순천 송광사에서 조성되었다는 기록이 있다.

## 지정 사유
생일 학서암 석조여래좌상은 조선 후기 불상의 전형을 보여주며, 내부에서 발견된 복장 유물이 역사적 가치가 있기 때문에 향토문화유산으로 지정되었다.